# Estación Alejandro Roca
Alejandro Roca es una estación ferroviaria ubicada en la localidad del mismo nombre, en el Departamento Juárez Celman, Provincia de Córdoba, Argentina.

## Servicios
La estación corresponde al Ferrocarril General Bartolomé Mitre de la red ferroviaria argentina. Presta servicios de cargas por la empresa Nuevo Central Argentino.